# فانتازم 2 (فلم)
فانتازم II (بالإنجليزية: Phantasm II) هو فيلم رعب تم إنتاجه في الولايات المتحدة وصدر سنة 1988 بطولة أنجس سكريم وجيمس ليجروس وآيه. مايكل بالدوين, وهو الجزء الثاني من سلسلة أفلام «فانتازم».

## القصة
مايك بعدما أطلق سراحه من مستتشفى المجانين يحاول العودة والتصدي لـ «الرجل الطويل» ومنعه من القيام بقتل المزيد من الناس.

## الميزانية والإيرادات
كلف الفيلم 3 ملايين دولار وحقق أرباح تقدر بـ 7.3 مليون دولار.

## وصلات خارجية
مقالات تستعمل روابط فنية بلا صلة مع ويكي بيانات